# Jardim das Palmeiras (Suriname)

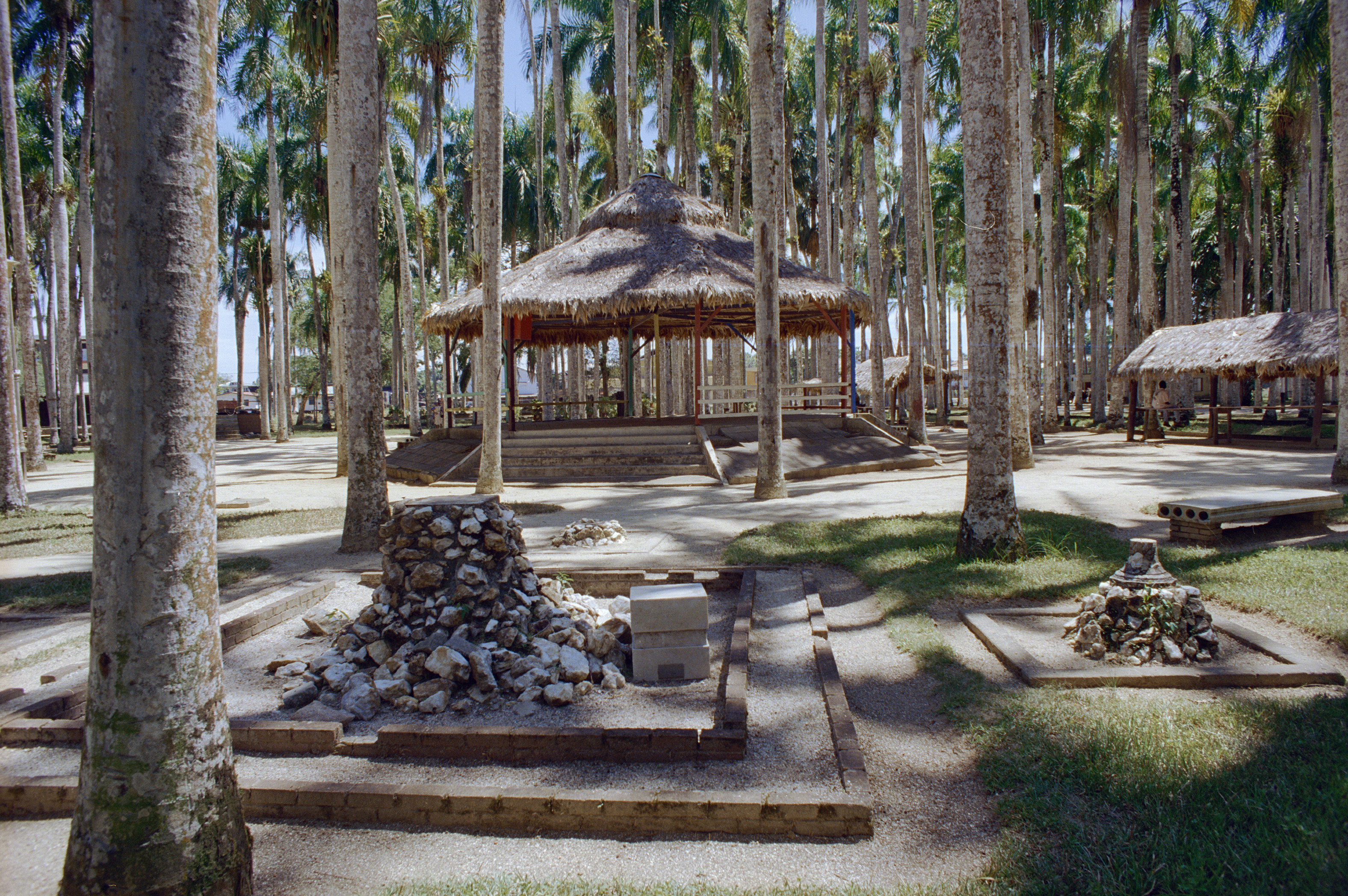

Jardim das Palmeiras ou Palmgardens (holandês: Palmentuin) é uma palmeira de paisagem de jardim em Paramaribo, Suriname. Além de altura palmeira-imperial, os motivos são o lar de aves tropicais e uma "tropa" de macacos-prego. Palmentuin está localizado na Van Roseveltkade atrás do Palácio Presidencial do Suriname e é uma atração turística.
Palmeiras imperiais foram plantadas no terreno por ordem de Cornelis van Aerssen van Sommelsdijck Governador do Suriname, de 1683-1688. Ele abriu o jardim ao público, em 1685. Ele foi assassinado em 1688 por um grupo de rebelde soldados. Depois, o jardim foi fechado para o público até o início do século 20. O parque inclui um parque infantil e feriados, há barracas. Em 2002, a cidade de Paramaribo, foi colocado na Lista do Patrimônio Mundial, na ONU, e o jardim foi citado especificamente como um recurso. Em 2009, a UNESCO fez US $de 147.000 disponível para reformar o jardim de palmeiras.

## Galeria

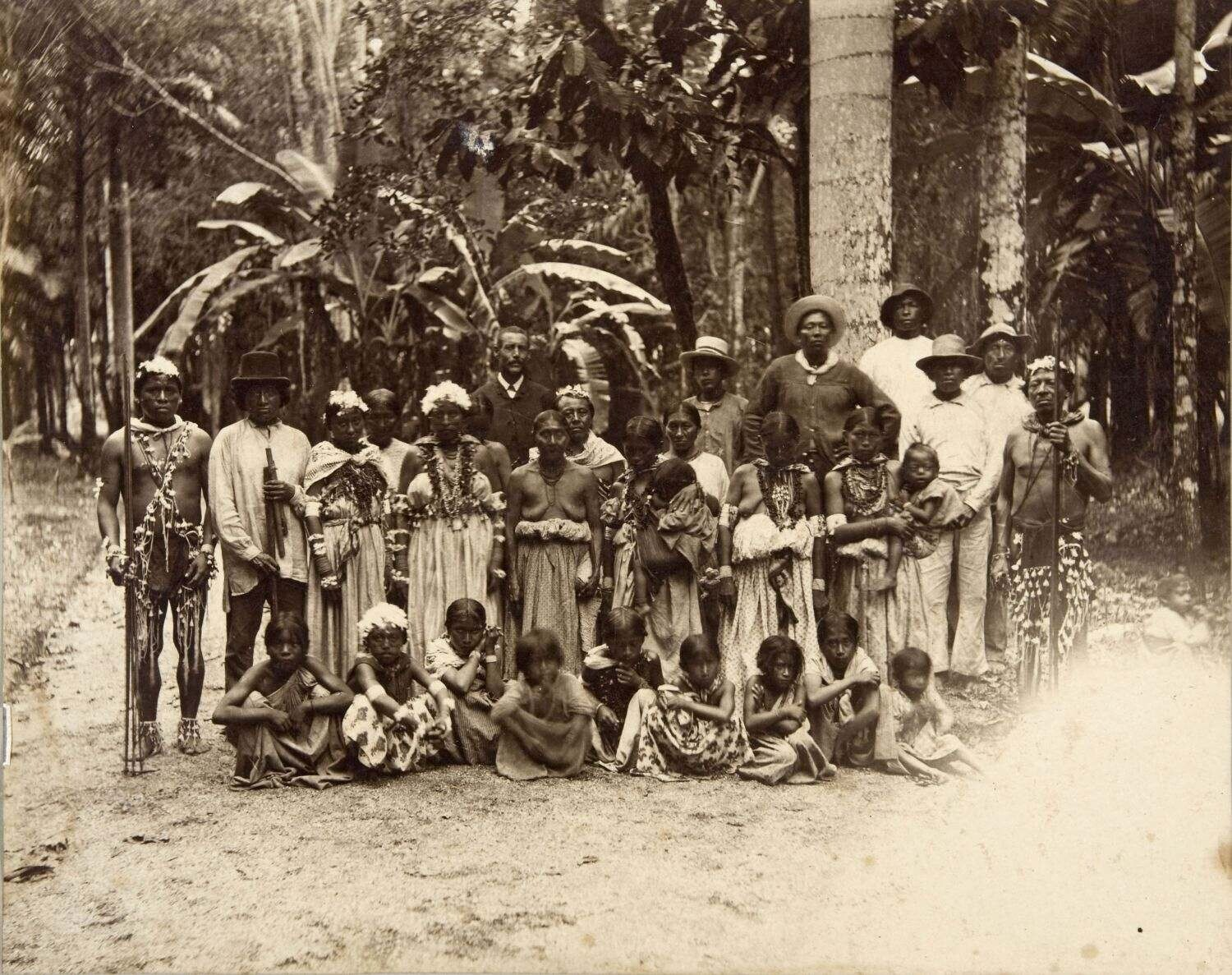
Festively attired Arawak Indians in the Palm Garden (Palmentuin) behind the Government House (Gouvernementshuis), late 19th century
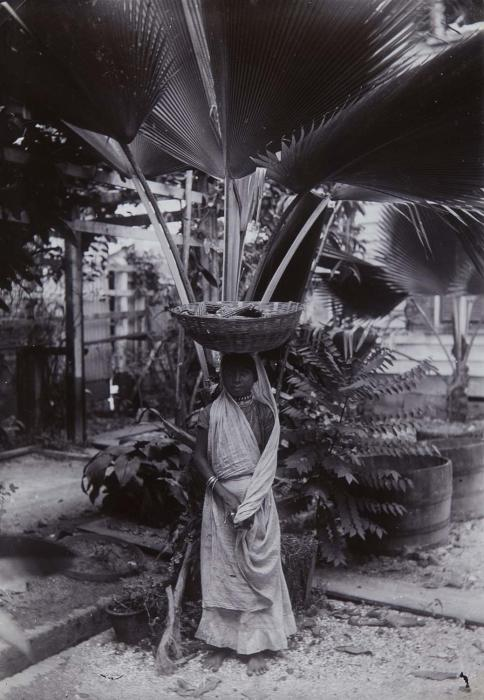
A woman selling corn at the garden circa 1920
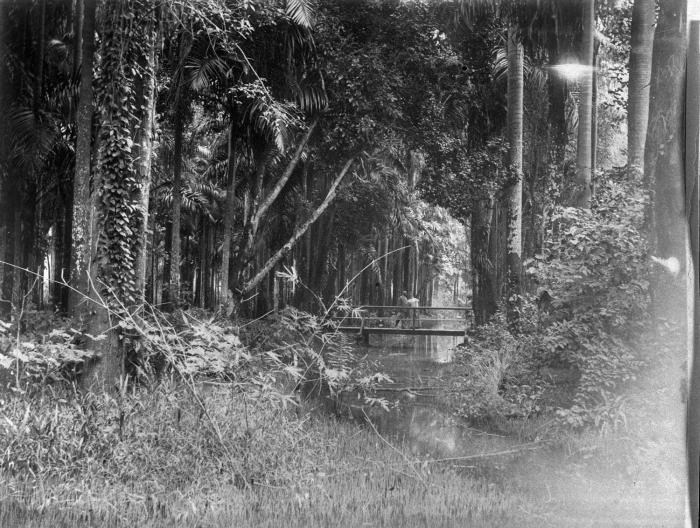
Late 19th century photo
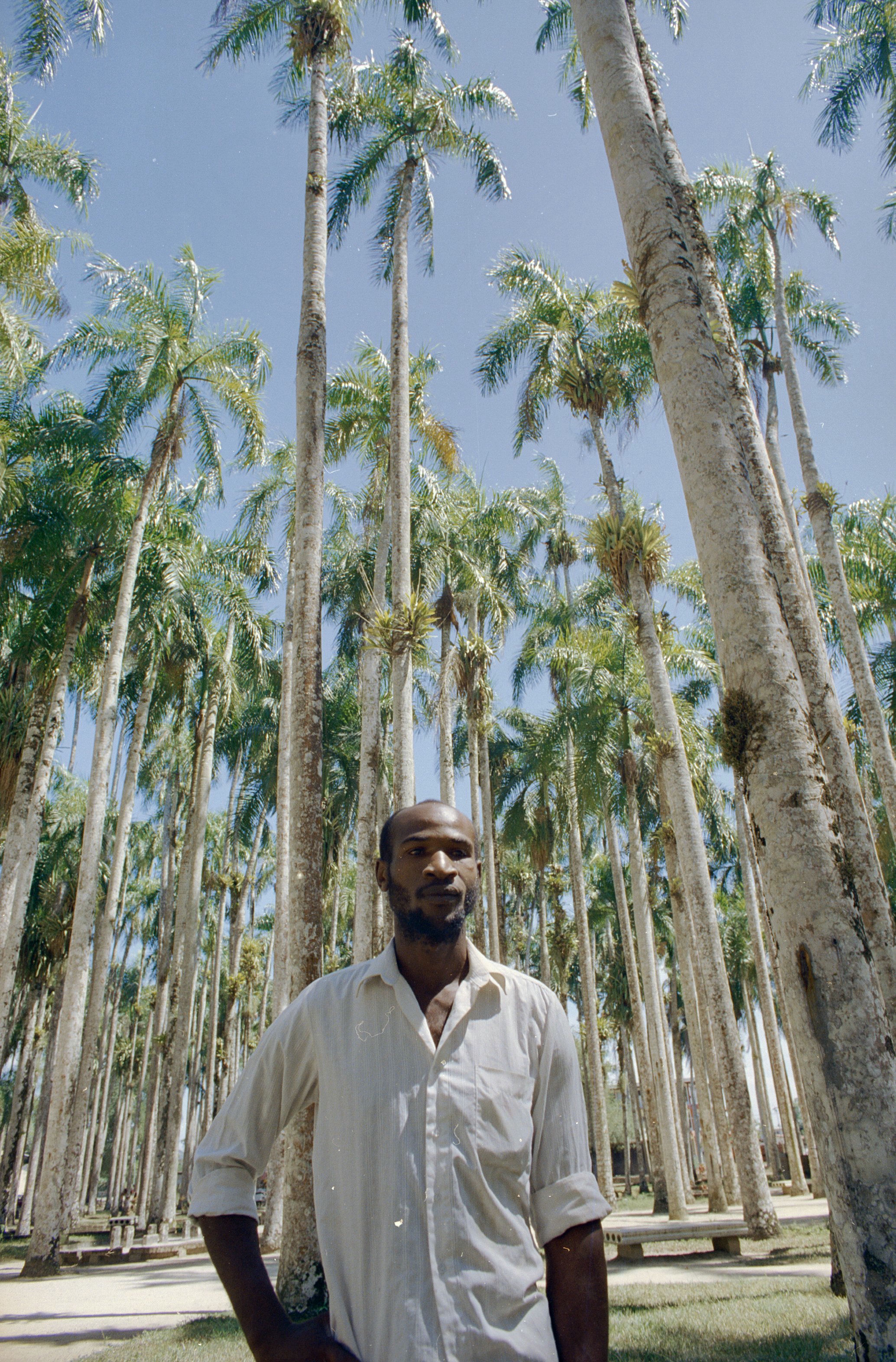
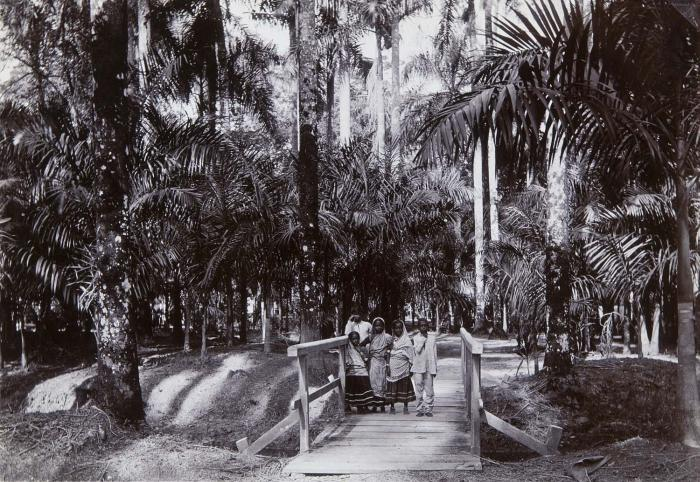
Circa 1920
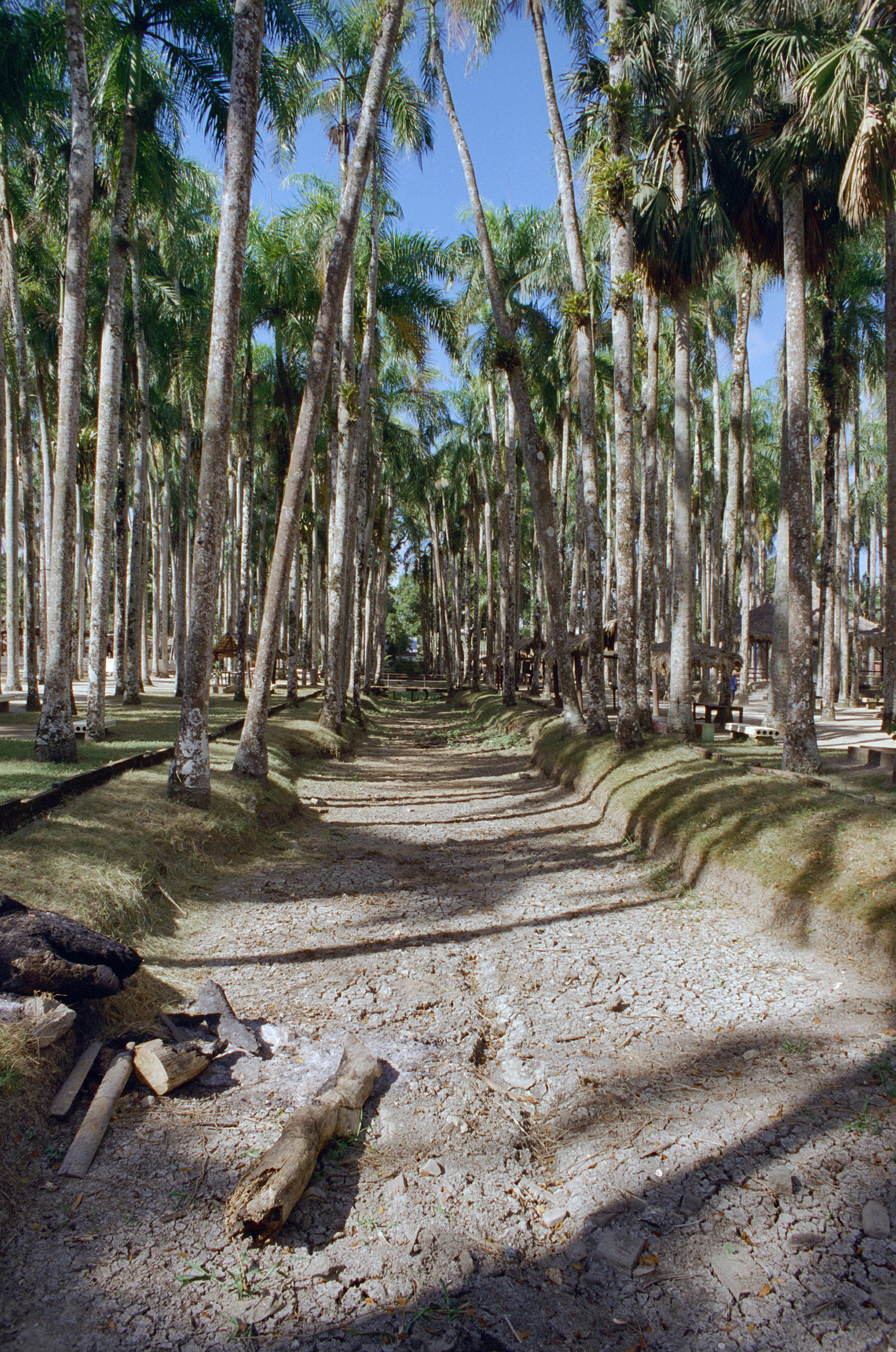